# Stephan Gladieu
Stephan Gladieu est un photographe français né à Bagneux en 1969,.

## Biographie
Stephan Gladieu est passionné par la notion de frontières, il réalise l'importance de ces lignes imaginaires qui séparent deux états, lors d'un voyage en Roumanie avec son père. Alors âgé de 12 ans il traverse une forêt et tombe sur une barrière au milieu de nulle part, Stephan la franchit et est immédiatement arrêté par deux des douaniers russes, il découvre cette notion de frontière  qui le poursuivra tout au long de sa carrière,,.
Quelques années plus tard, son bac en poche, il  s’inscrit en économie à la fac de Nanterre, puis la rentrée suivante, du fait d'une erreur administrative, en maths appliquées et sciences sociales. Impossible de revenir en arrière et de changer de filière. Il décide alors à 19 ans de partir en Roumanie, à la recherche d’un homme à qui il doit la vie et celle de ses parents.
À l’issue de ce périple de 17 jours, il ne retrouvera pas la trace de son « sauveur », mais ramène des photos : ses premières. Une révélation pour Stephan Gladieu.
Il passe plusieurs années à photographier des zones difficiles, Afghanistan, Irak, Kosovo avant de s'orienter vers le portrait en prenant le parti de témoigner des conditions de vie des gens qu'il photographie.
En 1992, il s'intéresse au destin de l'Afghanistan qu'il photographiera pendant près de 10 années et donnera naissance au livre co-écrit avec le chercheur Gilles Dorronsoro "Afghans, peuple déchiré".
Son travail s'oriente progressivement vers le portrait, il travaille régulièrement pour Géo et Le Figaro,,.

## Séries photographiques

### Plaine Commune, d'ici et d'ailleurs - France (2021)
L'association Plaine Commune a donné carte blanche au photographe pour photographier les habitants de 9 communes de Seine Saint-Denis.
La série a été exposée autour du stade de France.

### Homo Detritus -Congo Kinshasa(2021)
Cette série s'inscrit dans le travail de Stephan Gladieu sur la mondialisation et le lissage culturel.
Stephan Gladieu a rencontré des artistes formés aux Beaux-Arts ou autodidactes tous basés à Kinshasa. Ils fabriquent des masques et des costumes à base de détritus retrouvés dans les décharges.
Ils se produisent spontanément dans les rues ou lors de festivals et de concerts.
Après plusieurs mois à parcourir les rues de Kinshasa avec les artistes à la recherche des décors qui correspondaient le mieux à la symbolique de leurs masques. Cette série est une manière différente de parler de la misère, de l'écologie mais également de création,,. La série a été publiée dans Géo,, Le Figaro, Libération et exposée par la School Gallery Olivier Castaing durant la Paris Art Fair,.

### North Korea -Corée du Nord(2017 - 2020)
Réalisée durant trois années et cinq voyages, cette série livre un témoignage précieux sur ce territoire peu connu et surtout sur la pesanteur de la mise en scène perpétuelle que le régime impose à ses habitants,.

#### Intentions photographiques
Stephan Gladieu est passionné par la question de l’identité. Lorsqu'il découvre la Corée du Nord il est motivé par le fait de se plonger dans un pays qui n’a pas suivi le même chemin que la majeure partie des pays dans le monde, qui ne s’est pas aligné sur un modèle culturel occidental, en un mot : qui ne s’est pas standardisé
L'autre intention photographique de Stephan Gladieu est de montrer la théâtralité du pays et de ces habitants: « Les uniformes sont très marqués entre les catégories sociales, comme dans nos sociétés d’antan. Les lycéens s’habillent tous pareil, les professeurs aussi. Il y a un code vestimentaire pour les ouvriers. Comme pour les membres du parti. Tout est très statutaire. La société est extrêmement lisible. Ces facteurs créent des conditions de travail idéales pour le photographe que je suis ».
Ce projet de long terme permet de parler des nord coréens au-delà des considérations politiques ou stratégiques,,.

#### Réalisation
Il y séjourne les trois saisons (printemps, été, automne) pendant lesquels le régime nord-coréen autorise l'accès à son territoire et arpente, accompagné par un guide officiel, une grande variété de lieux (parc d'attractions, usines, les commerces, les hôpitaux, les piscines ou les écoles.
Les photographies sont en couleur et rappellent les images de propagande "C’était un choix fort dès le départ d’être statique et de reprendre la codification de la propagande : une image frontale, très claire, aguichante presque, colorée, facilement compréhensible. J’ai essayé de jouer avec ces codes en surjouant constamment ce que l’on me donne à voir". L'utilisation d'un flash accentuant les couleurs et les codifications du régime.
La censure est un élément important de cette série, il est très ouvert sur le sujet « Les images n’ont pas été censurées, on m’a censuré en amont, explique le photographe. C’est-à-dire que l’on m’a dit : 'Non vous n’irez pas dans les mines faire des photos des mineurs. Non, vous n’irez pas dans des villages reculés de paysans'. Quand je demandais à mon accompagnant de demander à une personne de pouvoir les photographier il restait stoïque en me regardant et ne bougeait pas ». Ce projet se voulant purement artistique, les autorités ont laissé une certaine marge de manœuvre au photographe.
Un élément important dans la réalisation des photographies a été l'obsession des Nord-coréens pour la perfection et leur impossibilité de voir un bâtiment ou une statue tronquée dans la photo. Cette contrainte a permis au photographe de structurer chacun de ces portraits en choisissant un cadrage qui inclut parfaitement chaque bâtiment ou statue, puis d'attendre la personne qui entrerait parfaitement dans ce cadre imposé,.

#### Expositions
North Korea est exposé à Paris Photo en 2018,.
La série North Korea est présentée lors du Festival des rencontres de la photographie d'Arles du 4 juillet au 26 septembre 2021 dans le jardin d'été. Les photographies sont accessibles au public et tirées sur de grands panneaux, permettant aux spectateurs de se retrouver face à face avec le sujet,,,,,,,.

#### Publications
La série Corée du Nord a été publiée dans les revues Revue Epic, The Guardian et The Morning news

### Egunguns- Bénin (2020)
Pendant plusieurs années, il s’est rendu au Bénin pour rencontrer et photographier les adeptes du culte de l’Egoun. Ce rite par lequel les clans familiaux honorent leurs morts et les font revenir parmi les vivants.
La série a été publiée dans Géo et Le Figaro.

### Mentawaïs- Indonésie (2019)
Stéphan Gladieu a photographié le peuple Mentawaîs (hommes fleurs) au large de Sumatra. La série a été publiée par Le Figaro.

### Herreros- Namibie (2018)
Réalisé pour le magazine Géo et accompagna par le journaliste Sébastien Desurmont, cette série vise à faire connaitre le peuple Héréros originaire de Namibie et victime d'un génocide oublié,,.

### Kirghizistan (2017)
Cette série sur les nomades du Kirghizistan a été publiée par le Figaro.

### Banque Mondiale (2016)
Stephan Gladieu a parcouru cinq pays d’Afrique en 2015 pour mettre des visages sur l’action de la Banque mondiale en faveur des femmes. Son travail a été présenté aux Débats du Monde Afrique le 23 février 2016.
Pendant plusieurs mois Stéphan Gladieu a parcouru le continent pour aller à la rencontre de dizaine de femmes africaines puis a dressé une galerie de portraits de celles qui mettent tout en œuvre pour survivre et améliorer la vie de leurs proches. Il veut faire du soutien des femmes, une priorité
Il rencontre des femmes prospères et inventives au Togo, les nanas dance qui règnent sur le marché du textile, des femmes entrepreneurs qui rêvent de s'émanciper, des femmes qui pensent en dehors du cadre, font bouger les lignes combatives, solidaires, qui réunissent leur force et leur talent pour concevoir des programmes astucieux et efficaces. Ces femmes sont la plus grande richesse du continent et son avenir.

#### Projections
Une projection du portfolio de portraits de femmes africaines par Stéphan Gladieu, avec le soutien de la Banque mondiale a été organisé lors du colloque le 23 février 2016 par Le Monde Afrique. Ce fut aussi un moment d’enchantement grâce au panel de femmes africaines qu’il a réunies, des personnalités inspirantes « pour montrer ce que vivent les Africaines et de quoi elles sont capables ».
La série sur la Banque Mondiale a été publiée par Le Monde,.

### Chine Hainan 2012
La série de photographies est consacrée à l'île de Hainan, une île de la mer de Chine méridionale qui est restée pendant de nombreuses années un lieu d'exil pour officiels tombés en défaveur mais qui aujourd'hui a gagné le surnom d'Hawaï chinois.

#### Intention photographique
Stéphan Gladieu a voulu exposer à travers cette série l'île de Hainan véritable eldorado de milliardaires chinois qui n'hésitent pas à exhiber leur fortune. Hôtels de luxe, yacht, jets privés, Hainan est le seul endroit de Chine où être riche et le montrer est très officiellement encouragé comme «un moteur du développement économique» alors que l'étalage ostentatoire de certaines richesses peut encore conduire dans un camp de rééducation, voire pire dans ce pays.
La série a été publiée par le Figaro et Le Monde.